# Aulus Caecina Tacitus
Aulus Caecina Tacitus war ein römischer Politiker und Senator.
Tacitus wird in einer Inschrift aus Mauretania Tingitana, die ins 3. Jahrhundert datiert wird, mit seiner Ämterlaufbahn als quaestor candidatus, praetor candidatus, praeses provinciae Baeticae, consul und septemvir epulonum genannt. Er stammte aus patrizischer Familie (gens Caecinia), wodurch er seine ersten Ämter als Kandidat des Kaisers erhielt und Ädilat und Tribunat überspringen konnte. Da er in der Baetica als praeses (Statthalter) amtierte, hat er dieses Amt vermutlich in der zweiten Hälfte des 3. Jahrhunderts innegehabt.
Eine fragmentierte Inschrift aus Rom nennt einen Aulus Caecina [...] als praefectus urbi. Es könnte sich um Aulus Caecina Tacitus handeln, vermutlich zwischen 245 und 253.